# Vrouw Vennepolder
De Vrouw Vennepolder is een polder en een voormalig waterschap in de Nederlandse provincie Zuid-Holland in de voormalige gemeenten Alkemade (thans: gemeente Kaag en Braassem) en Warmond (thans: gemeente Teylingen). Het waterschap werd gesticht na de samenvoeging van drie polders, waarbij in 1632 een vierde polder werd toegevoegd.
De in de Vrouwe Vennepolder gelegen gronden - de Vrouwe Venne - behoorden vroeger toe aan de Vrouwenabdij van Rijnsburg. De polder en de daarin gelegen Vrouw Vennemolen ontlenen hieraan hun naam. 
Het waterschap was verantwoordelijk voor de drooglegging en later de waterhuishouding in de polder.

## Polderlab Oude Ade
In 2020 en 2021 is het noordelijke deel van de Vrouw Vennepolder aangekocht door de stichting Land van Ons. Het gaat om een totaal oppervlakte van 33.2 hectare. De stichting gaat samen met universiteit Leiden het gebied herontwikkelen om de biodiversiteit te verbeteren.